# Химическая физика (журнал)
Хими́ческая фи́зика — ведущий советский и российский научный журнал в области химической физики, физической химии и физики горения и взрыва.
Первый выпуск журнала состоялся в 1982 году. Редакция журнала расположена в Москве на базе Института химической физики имени Н. Н. Семёнова РАН.
Выходит ежемесячно. Включён в список научных журналов ВАК. C 2007 года издаётся переводная версия журнала на английском языке под названием Russian Journal of Physical Chemistry B Focus on Physics (печатная версия: ISSN 1990-7931, электронная версия: ISSN 1990-7923).

## Тематика
Журнал публикует статьи по следующей тематике:
- элементарные физико-химические процессы;
- строение химических соединений;
- молекулярная динамика и молекулярная организация;
- механизм химических реакций в газовой и конденсированной фазах и на межфазных границах;
- цепные и тепловые процессы воспламенения, горения и детонации;
- горение газов, гетерогенных и конденсированных системах;
- физические методы исследования химических реакций;
- биологические процессы в химической физике и пр.